# Качура Олександр Степанович
Олександр Степанович Качура (*1 січня 1935) — кандидат технічних наук, професор, член Партії промисловців і підприємців України, завідувач відділу приладобудування АІНУ.

## Біографія
Качура Олександр Степанович народився 1 січня 1935 р. у м. Семенівка Чернігівської області.
Освіта вища, у 1957 р. закінчив Московський електротехнічний інститут зв'язку, інженер-електрик.
У 1957—1963 рр. — інженер, провідний інженер, начальник лабораторії Радіотехнічного заводу Міністерства суднобудівної промисловості, м. Серпухов Московської обл.
У 1963—1984 рр. — заступник головного конструктора, заступник генерального директора Київського радіозаводу Міністерства загального машинобудування СРСР.
З 1984 р. — головний інженер, генеральний директор Київського ВО ім. Артема Міністерства авіапромисловості СРСР; президент — голова правління ДХК «Артем».
Кандидат в народні депутати України III та IV скликань.
Довірена особа Л. Кучми в м. Києві на виборах Президента України у 1999 р.
Член колегії Державного комітету промислової політики України. Член правління Асоціації «Київ» з питань промисловості і зв'язку, член УСПП.
Академік АІНУ, Академії економічної кібернетики України.
Автор та співавтор 12 наукових статей, 3 винаходів.

## Нагороди
- Заслужений машинобудівник України.
- Лауреат Державної премії України.
- Герой України (з врученням ордена Держави, 23.05.2002).
- Нагороджений орденами: Трудового Червоного Прапора, «Знак Пошани», «За трудові досягнення»; двома медалями, медаллю «За ефективне управління» Міжнародної кадрової академії, Почесною відзнакою Президента України.